# محوطه چرخاب گرد
محوطه چرخاب گرد مربوط به سده‌های میانه دوران‌های تاریخی پس از اسلام - دوره ساسانیان است و در شهرستان شوشتر، بخش مرکزی، دهستان عقیلی، ۲ کیلومتری روستای کوه زر واقع شده و این اثر در تاریخ ۷ خرداد ۱۳۸۷ با شمارهٔ ثبت ۲۳۰۰۶ به‌عنوان یکی از آثار ملی ایران به ثبت رسیده است.